# جونجي ساكاموتو
جونجي ساكاموتو (阪本 順治 Sakamoto Junji، ولد في 1 أكتوبر 1958 في سكاي) هو مخرج أفلام ياباني.

## فيلموغرافيا
- Dotsuitarunen (1989)
- تيكين (1990)
- Ōte (1991)
- توكاريفو (1994)
- بوكسر جو (1995)
- بيركين (1996)
- الملائكة الندبة (1997)
- كرة الجوف (1998)
- الوجه (2000)
- معارك جديدة بلا شرف وإنسانية (2000)
- KT (2002)
- بيتي (2003)
- خارج هذا العالم (2004)
- ايجيس (2005)
- الصحوة (2007)
- الحرباء (2008)
- أطفال الظلام (2008)
- Zatoichi: The Last (2010)
- غرباء في المدينة (2010)
- يومًا ما (2011)
- جوقة الملائكة (2012)
- الثقة البشرية (2013)
- دانشي (2016)
- إرنستو (2017)
- عالم آخر (2019)
- أنا لم أطلق النار على أي شخص (2020)

## روابط خارجية
- [http://www.imdb.com/name/nm0757081/ Junji Sakamoto

] في قاعدة بيانات الأفلام على الإنترنت
- Junji Sakamoto at the Japanese Movie Database (in Japanese)